# 1646
Évszázadok: 16. század – 17. század – 18. század
Évtizedek: 1590-es évek – 1600-as évek – 1610-es évek – 1620-as évek – 1630-as évek – 1640-es évek – 1650-es évek – 1660-as évek – 1670-es évek – 1680-as évek – 1690-es évek
Évek: 1641 – 1642 – 1643 – 1644 –  1645 – 1646 – 1647 – 1648 – 1649 – 1650 – 1651

## Események

### Határozott dátumú események
- április 23. – Az ungvári unióval a görögkeleti papság csatlakozik Rómához.[1]
- szeptember 25. – Draskovics János horvát bánt – 120 szavazattal – nádorrá választják.

### Határozatlan dátumú események
- az év folyamán – A sorozatos vereségeket elszenvedő I. Károly angol király a skótokhoz menekül. (Mivel a skótok által követelt presbiteriánus egyházszervezetet a király nem fogadta el, a következő évben 400 000 font fejében kiszolgáltatták az angoloknak.)[2]
- az év folyamán – Nagyváradon megjelenik egy ismeretlen szerző verses drámája, a Comico tragoedia. A latin nyelven írt verses dráma egy tragikomédia, amely arra is felhívja a figyelmet, hogy a kegyetlen végrehajtó is ugyanúgy bűnös és méltó a kárhozatra, mint a hatalommal bíró, parancsot kiadó személy.[3]

## Születések
- február 17. – Pierre Le Pesant francia közgazdász († 1714)
- április 4. – Antoine Galland francia orientalista és numizmatikus († 1715)
- július 1. – Gottfried Wilhelm Leibniz, német matematikus, filozófus († 1716)
- augusztus 6. – Sigbert Heister, osztrák tábornagy († 1718)
- augusztus 19. – John Flamsteed angol csillagász, a Greenwichi Királyi Obszervatórium első királyi csillagásza († 1719)

Bizonytalan dátum:
- Antonio Caraffa, olasz zsoldosvezér († 1693)

## Halálozások
- október 28. - William Dobson angol portréfestő (* 1610)